# Amaya (pel·lícula)
Amaya és una pel·lícula letona-hongkonguesa de 2010, dirigida per Māris Martinsons i protagonitzada per Andrius Mamontovas, Kaori Momoi i Dexter Fletcher, entre d'altres.
Fou escollida per a representar a Letònia com millor pel·lícula de parla no anglesa als Premis Oscar 2010, però finalment no es classificà com una de les principals nominades.

## Argument
Hong Kong: una setmana en una de les ciutats més exòtiques i pintoresques del món. La pel·lícula segueix la vida de sis personatges que tots estan connectats d'una manera o altra. El dia dels canvis ve quan Amaya (Kaori Momoi) coneix a un anglès encantador, Paul (Andrius Mamontovas). La trobada fa canviar dramàticament la percepció de la identitat cultural i personal de la mateixa Amaya. Les seves vides canvien per a sempre, però una cosa es manté per a sempre: l'amor.

## Repartiment
- Kaori Momoi com a Amaya
- Andrius Mamontovas com a Paul
- Monie Tung com a Jasmine
- Kristīne Nevarauska com a Lori
- Lau Dan com a Tao
- Hui Shiu Hung com a Renshu
- Dexter Fletcher com a Home francès
- Laura Luīze Dzenīte com a Kitty
- Margaret Cheung com a Lang